# مضيق فرام

التيارت الرئيسة في مضيق فرام:تيار سبتسبيركن (بالأحمر) الماء الدافئ المالح يجلري شمالا, تيار غرين لاند الشرقي (بالأزرق) يجري جنوبا يحمل الماء البارد العذب وقطع الجليد من المحيط المنجمد الشمالي.

مضيق فرام هو أعمق مدخل إلى المحيط المتجمد الشمالي يقع بين غرينلاند غربا و سفالبارد شرقا، حدود خطوط العرض هي تقريبا 81 درجة شمالا و 77 درجة شمالا. مع أعماق تصل إلى 2.6 كم، هو الاتصال العميق الوحيد بين المحيط المتجمد الشمالي والمحيطات العالمية، وهما بحر غرينلاند
و بحر النرويج. بوابات أخرى للمحيط المنجمدالشمالي هي مخرج بحر بارنتس (BSO)، مضيق بيرينغ وقنوات صغيرة مختلفة في أرخبيل القطب الشمالي الكندي. لكن كلها ضحلة وأضيق من مضيق فرام. سمي مضيق فرام بأسم فرام سفينة نرويجية.